# Frank Quednau
Frank Quednau (* 1941 in Berlin; † 1. Mai 2010 ebenda) war ein deutscher Sport-Journalist.
Frank Quednau wuchs in Berlin-Britz auf, wo er sich in seiner Jugend auch sportlich betätigte. Zu einer eigenen Sportkarriere reichten Quednaus Leistungen nicht, doch begann er sich schon in der Schule journalistisch und literarisch zu betätigen. Als Sport-Journalist schrieb er zunächst für die „Kölnische Rundschau“ und den „Kölner Stadt-Anzeiger“, seit 1976 auch für „Die Welt“. Zwischen 1972 und 1988 berichtete Quednau von allen Sommer- und Winterspielen. Von 1982 bis 1998 leitete er – mit einer achtmonatigen Unterbrechung – das Ressort Sport der „Welt“. Quednau lebte nach längerer Zeit in Köln seit Mitte der 1990er Jahre wieder in Berlin, wo er 2010 nach längerer Krankheit im Alter von 69 Jahren starb. Er hinterließ einen Sohn und eine Tochter.

## Schriften
- Gesichter. Stimmungen. Dramatik: Hallenhandball in Gummersbach. Gronenberg, Gummersbach 1973